# Предраг Миятович
Предраг Миятович (на сръбски: Предраг Мијатовић – Пеђа) е югославски футболист, бивш спортен директор на Реал Мадрид. Бил е един от най-добрите футболисти на Югославия през 1990 г.

## Кариера
Миятович е бил футболист в шест различни отбора, като най-известните от тях са ФК Валенсия, Реал Мадрид, Фиорентина. Играл е в Евро 2000 и Световното първенство по футбол през 1998. Прекратява футболната си кариера през 2004 г.